# Jan Budziszewski
Jan Budziszewski (ur. 24 czerwca 1904 w Karolinie w pow. Brześć, zm. 26 kwietnia 1994 we Wrocławiu) – pułkownik magister inżynier Wojska Polskiego.

## Życiorys
Uczęszczał do szkoły średniej. W 1920 roku wstąpił jako ochotnik do Wojska Polskiego. Walczył w wojnie polsko-bolszewickiej pod Warszawą, w składzie 5 pułku piechoty Legionów. Po wojnie zdemobilizowany jako niepełnoletni kontynuował naukę w gimnazjum. Po zdaniu matury w 1924 został skierowany do Szkoły Podchorążych Piechoty w Warszawie, gdzie przebywał do 1925. Po ukończeniu podchorążówki skierowany na dowódcę plutonu do 82 pułku piechoty w Brześciu. W latach 1925–1928 był podchorążym Oficerskiej Szkoły Inżynierii w Warszawie. 11 sierpnia 1927 roku Prezydent RP Ignacy Mościcki mianował go podporucznikiem ze starszeństwem z 15 sierpnia 1927 roku w korpusie oficerów inżynierii i saperów, a Minister Spraw Wojskowych wcielił do kadry oficerów saperów z pozostawieniem w Oficerskiej Szkole Inżynierii na III roku. 27 października 1928 roku Prezydent RP nadał mu 33. lokatę wśród podporuczników ze starszeństwem z 15 sierpnia 1927 roku w korpusie oficerów inżynierii i saperów. 15 sierpnia 1929 roku awansował na porucznika ze starszeństwem z 15 sierpnia 1929 roku i 2. lokatą w korpusie oficerów inżynierii i saperów. Do 1929 roku był dowódcą plutonu w Szkole Podoficerskiej 9 pułku saperów w Brześciu. W latach 1929–1935 dowódca plutonu szkolnego w 6 batalionie saperów w Brześciu. W 1934 brał udział w akcji ratowniczej na południu Polski, podczas wielkiej powodzi. W czasie służby w 6 bsap budował mosty do użytku społeczeństwa. W latach 1935–1936 był słuchaczem Wyższej Szkoły Wojennej. Po ukończeniu uczelni był adiutantem Inspektora Saperów Sztabu Głównego, generała brygady Mieczysława Dąbkowskiego. W 1938 roku został skierowany do Wyższej Szkoły Inżynierii. W obliczu agresji hitlerowskiej, w maju 1939, skierowany na stanowisko zastępcy dowódcy saperów Armii Poznań. Brał udział w operacjach Armii Poznań. W bitwie nad Bzurą budował mosty polowe most pod Witkowicami). Brał udział w obronie Warszawy. Po kapitulacji stolicy wzięty przez Niemców do niewoli. Przebywał w oflagach, m.in. Oflagu II D Gross Born.
Po wyjściu z niewoli, od 1945 służył w Oficerskiej Szkole Saperów w Przemyślu jako wykładowca fortyfikacji, dowódca batalionu podchorążych i kierownik Cyklu Taktyki. Po dyslokacji Szkoły do Wrocławia dowódca batalionu podchorążych. Brał udział w rozminowaniu oraz ochronie mostów i śluz przed lodami i krą.
W 1951 zwolniony z wojska jako przedwojenny oficer. Na fali odwilży październikowej ponownie wcielony do wojska. Od kwietnia 1957 roku do stycznia 1964 roku był komendantem Oficerskiej Szkoły Wojsk Inżynieryjnych im. gen. Jakuba Jasińskiego we Wrocławiu. Autor szeregu wydawnictw o charakterze wojskowym i specjalnym. W 1964 roku został zwolniony do rezerwy.
Zmarł 26 kwietnia 1994 roku we Wrocławiu. Pochowany 29 kwietnia 1994 roku na Cmentarzu Osobowickim (pole 79-8 rząd od pola 102-697).

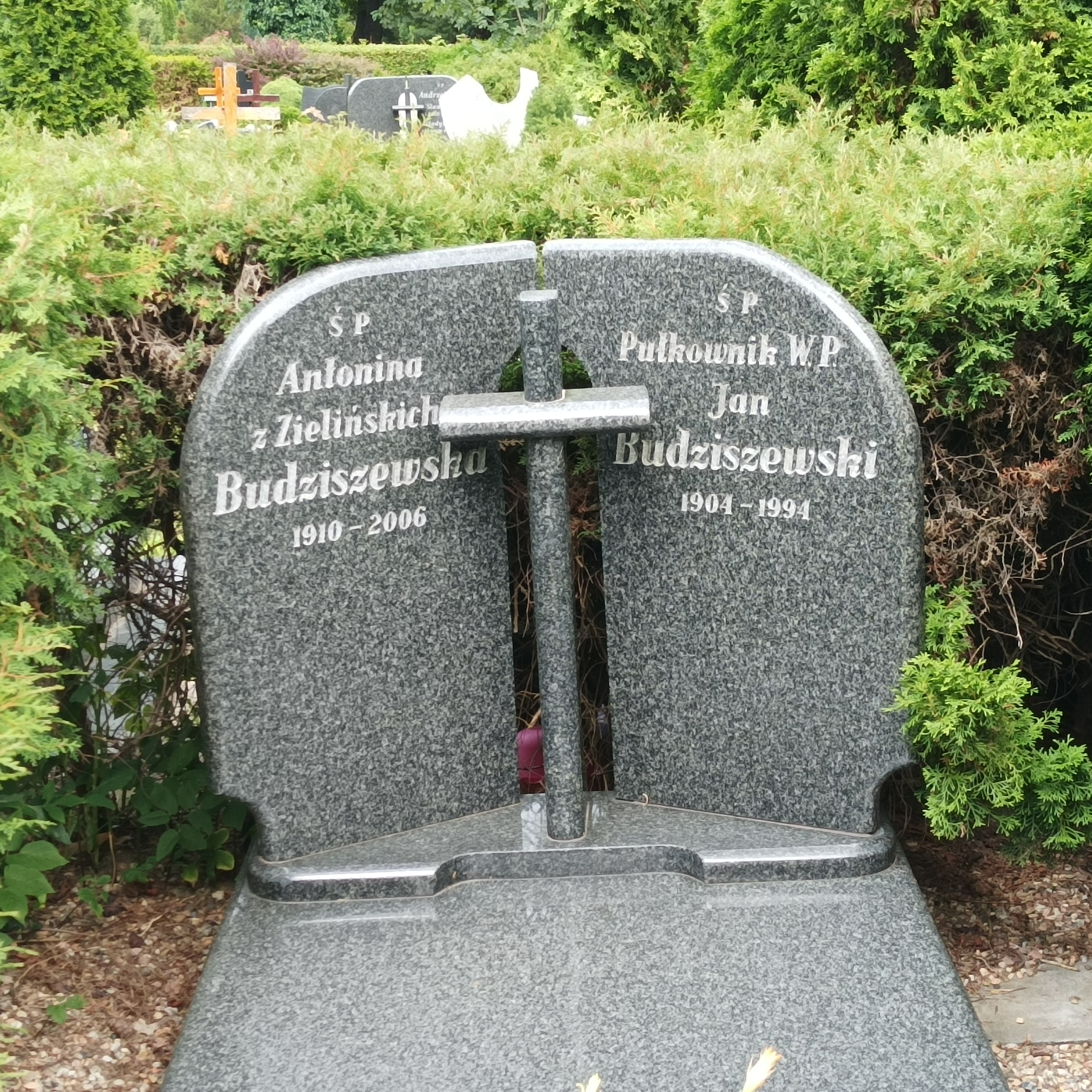
Grób płka Jana Budziszewskiego na Cmentarzu Osobowickim

## Ordery i odznaczenia
- Krzyż Komandorski Orderu Odrodzenia Polski
- Krzyż Kawalerski Orderu Odrodzenia Polski (16 kwietnia 1947)[6]
- Krzyż Walecznych (9 stycznia 1947)[7]
- Srebrny Krzyż Zasługi (dwukrotnie: 22 maja 1939[8], po raz drugi 1945)
- Medal Pamiątkowy za Wojnę 1918–1921
- Medal „Za udział w wojnie obronnej 1939”
- Brązowy Medal „Siły Zbrojne w Służbie Ojczyzny”